# Língua buriata
A língua buriata (em buriate: буряад хэлэн, transl. buryād xelen ) é uma língua mongólica falada pelos buriates, que vivem, majoritariamente, na Rússia, onde é língua oficial da República da Buriácia. Além disso, o idioma também possui falantes na Mongólia, na China (Mongólia interior) e nos extintos distritos de Ust-Orda Buriácia e Aga Buriácia. que atualmente fazem parte de Ikutsk
De acordo com o censo russo de 2020, cerca de 68,9% dos buriates declararam falar buriate, isto é, 307 mil falantes entre 445 mil do grupo étnico. Ademais, existem cerca de 130 mil buriates espalhados pela Mongólia e China que são falantes do idioma. 
O buriate utiliza diversos alfabetos para a representação escrita a depender do seu uso em diferentes locais. Na Rússia e na Mongólia é utilizado o alfabeto cirílico, enquanto na China é utilizado a escrita mongol tradicional.

## Etimologia
O nome da língua buriate (буряад хэлэн, transl.buryād xelen) é incerto e existem diversas interpretações para a origem da palavra. 
A palavra "buriate" vem de buryaad (буряад), que é o mesmo termo utilizado para o povo buriate e possui origem do turco antigo, que significa "lobo". Entretanto,  atribui-se também a origem persa para o termo buria, que siginifica "tapete".
Outra hipótese é de que Buryadai, personagem mitológico buriate, deu o seu nome para representar seus descendentes, sendo buryadai ou burtai "homem da etnia Buri", com bur ou buri significando "lobo", morfemas de origem turco-mongol . 
Já o termo xelen (хэлэн), tem origem mongol, significando língua ou idioma.

## Distribuição
Os falantes desse idioma estão distribuídos principalmente em três países: Rússia, Mongólia e China.
Na Rússia, os falantes de buriate estão concentrados na região do lago Baical, na Buriácia, na Krai da Transbaicália e em Irkutsk. Já na Mongólia, os buriates estão concentrados ao norte e nordeste do país, nas províncias de Dornod, Khentiy, Selenge, Bulgan e Khövsgöl. Na China, os falantes do idioma se concentram no norte da Mongólia interior e se autodenominam šenexen buryād (os novos buriates).

### Dialetos
Os buriates são dividos entre dois grupos regionais principais: os buriates ocidentais, os quais são influenciados diretamente pela cultura russa; e os buriates orientais, influenciados pelas culturas mongólicas e tibetanas. Devido a essa divisão, os dialetos que compõem a língua buriate são bastante distintos e variam de acordo com a etnia e da localização do falante. Dessa maneira, os dialetos podem ser classificados em: 
- Buriate

- - Buriate ocidental  falado, geralmente, ao oeste do lago Baical
    1. Uda Inferior (ou nizhneudinsk) é o dialeto falado na periferia ocidental do território buriate. Esse é dialeto mais isolado entre os dialetos buriates e possui forte influência da língua turca e possivelmente de outros idiomas de origem não mongólicas
    2. Grupo Alar Tunka é falado principalmente ao sudoeste do lago Baical
      1. Alar
      2. Tunka-Oka
      3. Zakamna
      4. Unga

    3. Grupo Ekhirit–Bulagat é o grupo de dialeto dominante no extinto distrito de Ust-Orda Buriácia o atual Oblast de Irkutsk
      1. Ekhirit-Bulagat
      2. Bokhan
      3. Ol'khon
      4. Barguzin
      5. Baical-Kudara

  - Buriate Oriental falado ao leste do lago Baical
    1. Grupo Khori é falado pelos buriates na região oriental do lago Baical, como também pelos falantes da Mongólia e Mongólia interior
      1. Khori
      2. Aga
      3. Tugnui
      4. Selenga boreal (norte)

    2. Grupo Bargut é falado desde os séculos XVII e XVIII no atual território de Hulunbuir
      1. Bargut antigo (ou Chibchin)
      2. Novos dialetos de Bargut

Observa-se que há grupos falantes do dialeto de Barguzin, por exemplo, que são de matrizes de buriate ocidental, mas que se distribuem na região leste do lago Baical. Tal fato ocorre devido a recente expansão dos habitantes do lado ocidental para territórios que anteriormente não eram ocupados pelos buriates. 

## Fonologia

### Vogais
Na língua buriate moderna, encontra-se 18 vogais, sendo 15 vogais naturais e 3 ditongos ( /ui/ , /ʊi/, /ɶɛ/ ).
|             | Anterior | Central | Posterior | Posterior |
| ----------- | -------- | ------- | --------- | --------- |
| Fechada     | i iː     | ɨː      | ʊ ʊː      | u uː      |
| Semifechada | e eː     | əː      |           |           |
| Semiaberta  |          |         |           | ɔ ɔː      |
| Aberta      | ɛː       |         | ɑ ɑː      |           |

- O símbolo "ː" representa vogal longa

### Consoantes
No idioma buriate existem 27 consoantes.
|                     | Bilabial | Labiodental | Alveolar | Pós-alveolar | Palatal | Velar | Glotal |
| ------------------- | -------- | ----------- | -------- | ------------ | ------- | ----- | ------ |
| Plosiva             | p b      |             | t d      |              |         | g     |        |
| Nasal               | m        |             | n        |              |         | ŋ     |        |
| Vibrante            |          |             | r        |              |         |       |        |
| Fricativa           |          | v           | s z      | ʃ ʒ          |         | x     | ɦ      |
| Aproximante         |          |             |          |              | j       |       |        |
| Aproximante lateral |          |             |          | l            |         |       |        |

- As consoantes /p/, /b/, /t/, /d/, /g/, /m/, /n/, /x/, /l/ e /r/ podem ser palatalizados.[14]